# La distancia más larga
La distancia más larga és una pel·lícula veneçolana de 2014 escrita i dirigida per Claudia Pinto Emperador. És protagonitzada per l'actriu espanyola Carme Elías, Omar Moya i Alec Whaite.
Compte la història d'un nen de 10 anys que viatja a La Gran Sabana per a trobar-se amb la seva àvia i reconstruir els llaços familiars. El film toca les relacions familiars, la redempció i la llibertat de viure com i quan un el tria, tot amb el tema central que en la vida existeixen segones oportunitats.

## Argument
Martina, una dona espanyola de 60 anys, rep la mala notícia que està a punt de morir i decideix viatjar a la Gran Sabana, el lloc en el qual un dia va ser feliç, per a dir adéu a la vida. La seva intenció és pujar la muntanya Roraima i a mig camí deixar-se morir, però sap que sense algú que li acompanyi no ho podrà aconseguir.
La sobtada visita del seu net Lucas no podria arribar en millor moment. El jove, aliè a la situació en què es troba la seva àvia, accepta acompanyar-la en el seu viatge final, no obstant això no es quedarà impassible quan s'assabenti que realment la està guiant cap a la seva mort.

## Repartiment
| Actors            | Paper    |
| ----------------- | -------- |
| Carme Elías       | Martina  |
| Omar Moya         | Lucas    |
| Alec Whaite       | Kayemó   |
| Iván Tamayo       | Julio    |
| Isabel Rocatti    | Lola     |
| Marcos Moreno     | Nasak    |
| Malena González   | Sara     |
| Beatriz Vásquez   | Teresa   |
| José Roberto Díaz | Federico |
| Alberto Rowinsky  | Tomás    |

## Rodatge i recepció
La distancia más larga és el primer llargmetratge rodat gairebé íntegrament en els majestuosos paisatges de La Gran Sabana veneçolana, ha recorregut més de 80 festivals a tot el món, des del seu punt de partida en la 37° del Festival Internacional de Cinema de Mont-real, al Canadà (2013).
La pel·lícula es va filmar en La Gran Sabana i la ciutat de Caracas en un rodatge que va durar gairebé 10 setmanes. Conté escenes preses des del cim del Roraima a 2.800 metres d'altura, en el riu Yuruaní, el poble indígena de Paraitepuy de Roraima i el salt de Kamá. Algunes de les mateixes van ser filmades des d'un helicòpter, fins i tot per a rodar algunes preses va ser necessari que l'equip dormís a la part alta de Tepuy. Feia més de vint anys que La Gran Sabana no era utilitzada com a localització per al rodatge d'una pel·lícula.
Carme Elías Carme Elías va quedar molt satisfeta amb el rodatge de la pel·lícula. Segons les declaracions de la veterana actriu, l'equip estava bolcat totalment al projecte, va suposar un treball molt dur però també molt gratificant sent aquest:
| « | «(...)d'una generositat brutal, amb un esperit de lliurament que va més enllà del simple exercici del treball. La producció veneçolana s'ha portat de meravella vencent tots els obstacles que s'han anat produint, que han estat bastants, perquè hem estat en llocs molt complicats. Estic molt contenta amb l'experiència i molt agraïda amb el destí que com a actriu m'ha regalat aquest personatge». Carme Elías | » |

De manera local la pel·lícula va obtenir una acceptació del públic on aproximadament va aconseguir captar en sala a un total de 200.000 espectadors. Sobre la cinta va comentar la seva creadora:
| « | «tots els personatges comencen molt perduts i asfixiats, sense tenir un rumb clar de les seves vides, però aconsegueixen respirar i d'alguna manera retrobar-se amb els seus propis somnis». Claudia Pinto Emperador | » |

## Reestrena
A causa del seu triomf als premis Platino al cap d'un any de la seva estrena La distancia más larga va ser posada en la cartellera veneçolana de nou. El film va ser exhibit novament a partir del dia dijous 23 de juliol de 2015 per uns pocs dies a les sales de cinema de Caracas, Maracay, Valencia, Barquisimeto i Puerto Ordaz. Davant aquest fet la directora del film va dir el següent:
| « | «Aquest certamen vincula a països germans perquè la nostra cinematografia es converteixi en una veu única que ens faci més fortes i que ens permeti arribar a tots els racons. És un premi bell, important, carregat de significat i és un luxe que l'hagi rebut la meva primera pel·lícula». Claudio Pinto Emperador | » |

## Premis i nominacions
Premis Platino
| Any  | Categoria                                   | Receptor                | Resultat   |
| ---- | ------------------------------------------- | ----------------------- | ---------- |
| 2015 | Millor opera prima de ficció iberoamericana | Claudia Pinto Emperador | Guanyadora |

Premis Goya
| Any  | Categoria                        | Receptor                | Resultat |
| ---- | -------------------------------- | ----------------------- | -------- |
| 2015 | Millor pel·lícula iberoamericana | Claudia Pinto Emperador | Nominada |

### Festivals
Festival Internacional de Cinema de l'Havana, NY
- Gran Coral - Candidat

Festival Internacional de Cinema de Mont-real
- Premi Glauber Rocha (Millor Pel·lícula d'Amèrica Llatina) - Guanyador
- Zenith d'Or - Candidat

Festival de Cinema Llatinoamericà de Tolosa
- Panorama de ficció - Nominat

Festival de Huelva d'Amèrica Llatina
- Premi de l'audiència - Guanyador
- Colón d'or - Candidat

Festival Internacional de Cinema de Gijón
- Premio Principat d'Astúries - Candidat
- Premi Especial del Jurat - Candidat

Festival Internacional de Cinema de Cleveland
- Premi a l'excel·lència en direcció (dones) - Guanyadora
- Premi Roxanne T. Mueller per elecció del públic - Nominat.

Festival Internacional de Cinema de Panamà
- Premi del Públic - Guanyador

Festival Iberoamericà de Cinema de Trieste
- Premi Especial de la Crítica - Guanyador